# 信天翁C偵察機
信天翁C偵察機是由信天翁飛機公司研製的雙翼偵察機，在第一次世界大戰期間不單作為偵察機，還以其機載機槍件為戰鬥機和對地攻擊機，信天翁飛機公司以此為基礎推出信天翁D戰鬥機。
不同於福克飛機公司是由荷蘭人安東尼．福克創立，信天翁飛機公司是正宗的德國飛機製造商，1910年成立於柏林約亨尼斯塔爾區。

## 基本資料(信天翁C-VII偵察機)
- 機長：8.7米
- 翼展：12.8米
- 機高：3.8米
- 空重：989公斤
- 載重：1550公斤
- 翼面積：43.4平方米
- 發動機：1俱賓士六缸直立型水冷式發動機（馬力=200匹）
- 最快時速：170公里/小時
- 續航時間：3小時15分
- 武裝：1支由後座機員操作的7.92毫米口徑MG-14機槍+1支架在發動機上方的7.92毫米口徑IMG-08機槍+90公斤炸彈
- 乘員：2人

## 發展簡史和設計特點
信天翁C偵察機是由信天翁B-II偵察機發展出來的，機身是合乎流體力學的水滴形而且是整個都是木製的，這要比其他木製骨架外覆帆布的飛機要堅固，其早期型號為了不讓由發動機排出的有害氣體傷及機員而加上高高的煙囪，但如此卻遮擋了在正前方的視野。
信天翁C偵察機飛行性能穩定，故除了作為偵察機和炮兵校射機，還作為後方飛行學校的教練機，由於信天翁C偵察機是第一種裝備有機槍的偵察機，於是機員以此機槍掃射後下方的敵軍步兵等地面目標，有些還在機頭增設一支機槍用於空戰。

## 主要型號
- 信天翁C-I偵察機

早期型
- 信天翁C-III偵察機

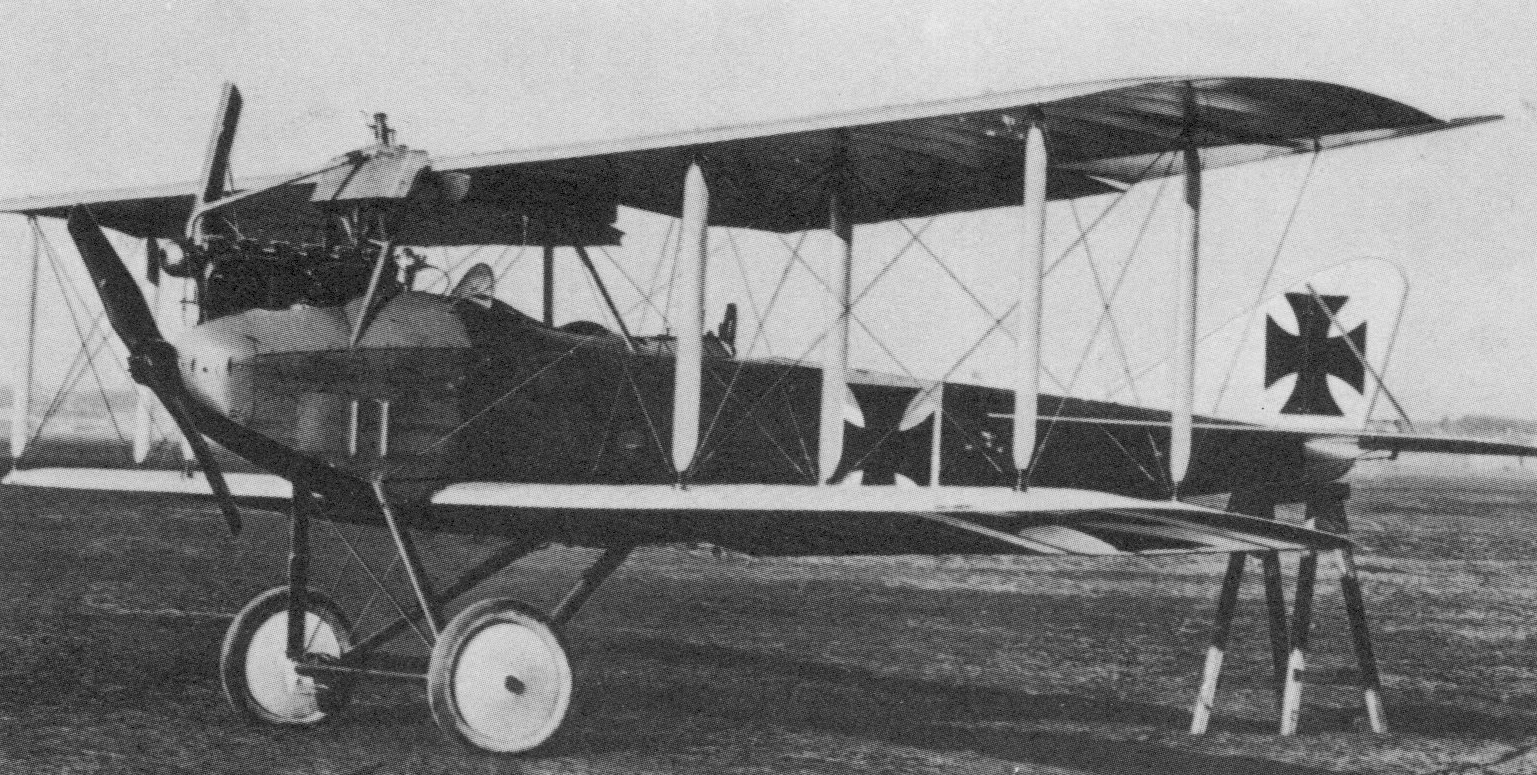
信天翁C-I偵察機

信天翁C-III偵察機

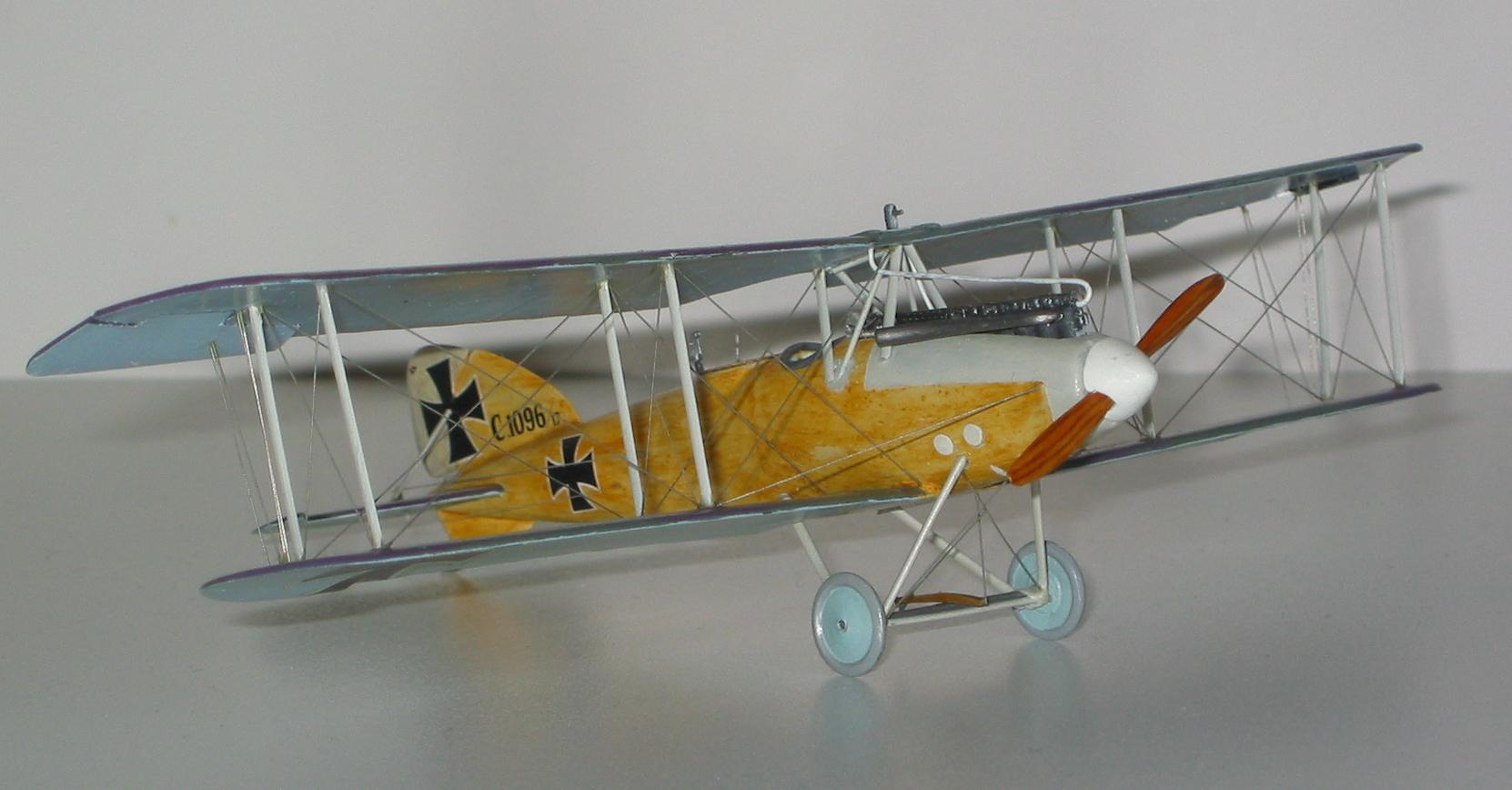
信天翁C-XII偵察機

機尾垂直尾翼改為一個較低的楕圓形去取代原本那較大的三角型，飛機靈活性增強，前後方機槍皆可附架一支機槍，機身下有掛架而令其用途多樣
- 信天翁C-V偵察機

機身略為加大，採用新式的戴姆勒D-IV發動機，馬力增加至220匹並且改良完全藏入機頭而不會有凸出的煙囪，機頭正前方視野大為改善，但後來證實此發動機不可靠，經常故障而且飛機較難駕駛，因此產量和使用都不多
- 信天翁C-VII偵察機

改用較為可靠的賓士發動機，改善飛行穩定性從而有「它比我們飛過的飛機都顯著提高並且在英國飛機之上」
- 信天翁C-X偵察機

改用260匹馬力的戴姆勒D-IVa發動機，此種發動機性能可靠而令速度、升限和航程上都有改進
- 信天翁C-XII偵察機

機尾垂直尾翼進一步縮小
- 信天翁C-XV偵察機

從信天翁C-VII發展而來但來不及參戰，一戰後推出民用型

## 實戰
信天翁C偵察機廣泛用於東線和西線的空中偵察，1915年7月4日，波爾克駕駛一架信天翁C-I偵察機聯同後座機員在法國上空擊落了一架法軍莫蘭-索尼耶H單翼機，當時這架法軍飛機想逃走但由於速度不及信天翁C偵察機而被追上並擊落。
1915年夏天，曼弗雷德·馮·里希特霍芬從騎兵部隊被調到航空隊，他擔任一架信天翁C-I偵察機的後座機員，之後他被調往西線，9月5日，里希特霍芬首次遇到英軍戰機但雙方都無出手，後來里希特霍芬再被調往東線並多次用後座機槍掃射地面上的俄軍士兵，1916年8月，波爾克在東線找戰鬥機飛行員時找到作為信天翁C偵察機後座機員的里希特霍芬，於是把他帶往西線去駕駛信天翁D戰鬥機。

## 使用國家
- 德意志帝國

### 外國用戶(信天翁C-III偵察機)

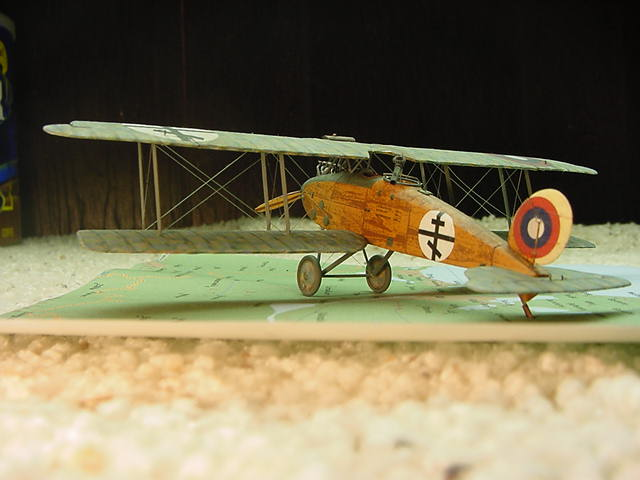
蘇聯內戰時期白俄軍的信天翁C-XV偵察機

- 保加利亚
- 芬兰
- 拉脫維亞
- 立陶宛
- 波蘭
- 土耳其

### 外國用戶(信天翁C-XII偵察機)
- 波蘭

### 外國用戶(信天翁C-XV偵察機)
- 拉脫維亞
- 苏联
- 土耳其
- 阿爾巴尼亞王國
- 波蘭

## 著名飛行員
- 奧斯華·波爾克
- 曼弗雷德·馮·里希特霍芬